# Čita
Čita (in russo Чита, anche traslitterata come Chita; in buriato Шэтэ, Šètè; in mongolo Чит, Chit) è una città e centro amministrativo della Russia, capoluogo del Territorio della Transbajkalia, è situata alla confluenza tra i fiumi Čitinka e Ingoda.

## Geografia fisica

### Territorio
Si trova a 683 m s.l.m. sul versante meridionale dei Monti Jablonovyj, alla confluenza del Čitinka col fiume Ingoda.

### Clima
Fonte: WorldClimate.com
- Temperatura media annua: −2,5 °C
- Temperatura media del mese più freddo (gennaio): −26,2 °C
- Temperatura media del mese più caldo (luglio): 18,4 °C
- Precipitazioni medie annue: 346 mm

| Čita (1991-2020) Fonte:     | Mesi         | Mesi         | Mesi         | Mesi         | Mesi         | Mesi        | Mesi        | Mesi        | Mesi         | Mesi         | Mesi         | Mesi         | Stagioni | Stagioni | Stagioni | Stagioni | Anno  |
| Čita (1991-2020) Fonte:     | Gen          | Feb          | Mar          | Apr          | Mag          | Giu         | Lug         | Ago         | Set          | Ott          | Nov          | Dic          | Inv      | Pri      | Est      | Aut      | Anno  |
| --------------------------- | ------------ | ------------ | ------------ | ------------ | ------------ | ----------- | ----------- | ----------- | ------------ | ------------ | ------------ | ------------ | -------- | -------- | -------- | -------- | ----- |
| T. max. media (°C)          | −17,2        | −9,5         | 0,0          | 9,7          | 18,2         | 24,9        | 26,7        | 23,7        | 16,8         | 7,0          | −6,0         | −15,7        | −14,1    | 9,3      | 25,1     | 5,9      | 6,6   |
| T. media (°C)               | −24,6        | −18,3        | −8,1         | 2,2          | 10,2         | 17,1        | 19,5        | 16,6        | 9,2          | −0,1         | −12,5        | −22,1        | −21,7    | 1,4      | 17,7     | −1,1     | −0,9  |
| T. min. media (°C)          | −30,4        | −25,9        | −16,0        | −5,0         | 2,2          | 9,2         | 12,7        | 10,4        | 2,7          | −6,0         | −18,0        | −27,4        | −27,9    | −6,3     | 10,8     | −7,1     | −7,6  |
| T. max. assoluta (°C)       | 0,4 (1974)   | 7,4 (1998)   | 18,3 (1932)  | 29,3 (2014)  | 34,6 (2018)  | 38,8 (2010) | 38,0 (1939) | 40,6 (1936) | 30,9 (2007)  | 22,7 (2010)  | 12,7 (1988)  | 5,0 (2013)   | 7,4      | 34,6     | 40,6     | 30,9     | 40,6  |
| T. min. assoluta (°C)       | −49,6 (1892) | −48,0 (1892) | −45,3 (1906) | −29,6 (1977) | −13,3 (1939) | −5,4 (1967) | 0,1 (1984)  | −9,2 (1903) | −10,8 (2014) | −33,1 (1976) | −41,1 (1979) | −47,8 (1916) | −49,6    | −45,3    | −9,2     | −41,1    | −49,6 |
| Nuvolosità (okta al giorno) | 4,1          | 4,3          | 5,0          | 6,0          | 6,4          | 6,7         | 6,9         | 6,6         | 6,0          | 5,4          | 5,3          | 4,8          | 4,4      | 5,8      | 6,7      | 5,6      | 5,6   |
| Precipitazioni (mm)         | 3            | 2            | 4            | 12           | 27           | 59          | 88          | 85          | 41           | 10           | 5            | 5            | 10       | 43       | 232      | 56       | 341   |
| Giorni di pioggia           | 0            | 0            | 1            | 5            | 11           | 16          | 18          | 17          | 13           | 5            | 0,2          | 0,0          | 0,0      | 17,0     | 51,0     | 18,2     | 86,2  |
| Nevicate (cm)               | 7            | 7            | 2            | 1            | 0            | 0           | 0           | 0           | 0            | 0            | 3            | 6            | 20       | 3        | 0        | 3        | 26    |
| Giorni di neve              | 15           | 9            | 8            | 7            | 3            | 0,03        | 0,0         | 0,0         | 1,0          | 7,0          | 11,0         | 15,0         | 39,0     | 18,0     | 0,0      | 19,0     | 76,0  |
| Giorni di nebbia            | 3            | 1            | 0,1          | 1,0          | 1,0          | 1,0         | 3,0         | 4,0         | 3,0          | 1,0          | 0,3          | 1,0          | 5,0      | 2,1      | 8,0      | 4,3      | 19,4  |
| Umidità relativa media (%)  | 76           | 72           | 59           | 47           | 45           | 58          | 68          | 73          | 66           | 61           | 70           | 77           | 75       | 50,3     | 66,3     | 65,7     | 64,3  |
| Vento (direzione-m/s)       | E 1,1        | SW 1,4       | NW 2,2       | NW 3,2       | NW 3,2       | NW 2,6      | SW 2,2      | SW 2,0      | NW 2,2       | NW 2,2       | SW 1,8       | SW 1,2       | 1,2      | 2,9      | 2,3      | 2,1      | 2,1   |

## Storia
Fu fondata come fortezza nel 1653 dall'esploratore Pëtr Ivanovič Beketov e le venne assegnato lo status di città nel 1851. Durante la rivoluzione russa del 1905, il Soviet locale dei deputati degli operai e dei soldati esercitò, per un breve periodo di tempo, un potere rivoluzionario sulla città. Nel 1922 divenne la capitale della Repubblica dell'Estremo Oriente. Nel 1945, Pu Yi l'ultimo imperatore della Cina e alcuni dei suoi associati furono imprigionati in un ex sanatorio nella città.
È una stazione della ferrovia Transiberiana e sede di importanti industrie alimentari, siderurgiche, meccaniche, tessili, dell'abbigliamento, conciarie e del legno.

## Società

### Evoluzione demografica[4]
Abitanti censitiAnno0100.000200.000300.000400.000189719591979200220122019Popolazione

## Medicina
I principali centri sanitari della città comprendono:
- Due centri policlinici cittadini:
  - Gorodskaja Kliniceskaja Bol'nitsa no.1,
  - Gorodskaja Kliniceskaja Bol'nitsa no.2;
- Ospedale delle Malattie Infettive,
- Sei policlinici cittadini:
  - Policlinico no.1,
  - Policlinico no.3,
  - Policlinico no.4,
  - Policlinico no.7,
  - Policlinico no.9,
  - Policlinico del Distretto Centrale.

Inoltre, nella città si trovano i centri della Sanità Pubblica regionali:
- Ospedale Regionale no.2,
- Ospedale Regionale delle Cure di Recupero,
- Ospedale Regionale Pediatrico,
- Ospedale Regionale Pediatrico delle Malattie Infettive,
- Policlinico Regionale Pediatrico,
- Policlinico Regionale Pediatrico no.2,
- Policlinico Regionale,
- Due Centri Regionali delle Cure Dentarie,
- Centro Diagnostico Regionale,
- Centro Diagnostico Consultativo Pediatrico.

## Trasporto
Aereo
Treno
La Stazione di Čita delle Ferrovie russe si trova nel percorso attuale della Ferrovia Transiberiana.